# Briganti del cielo
Briganti del cielo (The Mail Pilot), riedito col titolo Topolino pilota, è un cortometraggio animato del 1933 della serie Mickey Mouse diretto da David Hand, prodotto dalla Walt Disney Productions e uscito negli Stati Uniti il 13 giugno 1933, distribuito dalla United Artists.

## Trama
Topolino è un pilota postale a cui viene affidata una cassa di denaro. Combatte contro pioggia e neve, ma la sua più grande battaglia è contro il pirata aereo Pietro Gambadilegno, che ha un aereo equipaggiato con una mitragliatrice e un cannone ad arpione. L'aereo di Topolino perde rapidamente ali ed elica contro gli armamenti di Pietro, ma improvvisa un'elica di elicottero con uno stendibiancheria, poi, quando questa si stacca, arriva un rimpiazzo da un mulino a vento. A questo punto, Pietro lo arpiona, e Topolino lo trascina attraverso un campanile, demolendo l'aereo di Pietro. Topolino porta così il denaro a Minni (che lo bacia) e Pietro alle autorità.

## Distribuzione

### Edizione italiana
Esistono due edizioni italiane del corto. Nel DVD Walt Disney Treasures: Topolino in bianco e nero è stata inclusa l'edizione originale, senza doppiaggio italiano. Quella utilizzata in TV è invece doppiata in italiano, colorata al computer e presenta dei nuovi titoli di testa e di coda.

## Edizioni home video

### DVD
Il cortometraggio è incluso nel DVD Walt Disney Treasures: Topolino in bianco e nero.